# Wiera Gawriłowa
Wiera Jewgienijewna Gawriłowa z domu Gruszkina, obecnie Usowa (ros. Вера Евгеньевна Гаврилова (Грушкина, Усова), ur. 17 sierpnia 1947 w Leningradzie) – radziecka lekkoatletka, specjalistka skoku wzwyż.
Wystąpiła na igrzyskach olimpijskich w 1968 w Meksyku, gdzie zajęła 12. miejsce.
Zdobyła srebrny medal w na halowych mistrzostwach Europy w 1971 w Sofii z wynikiem 180 cm, ulegając jedynie Miladzie Karbanovej z Czechosłowacji, a wyprzedzając Cornelię Popescu z Rumunii. Zajęła 18. miejsce  na mistrzostwach Europy w 1971 w Helsinkach.
Była mistrzynią ZSRR w skoku wzwyż w 1971 oraz brązową medalistką w 1968.
Jej rekord życiowy wynosił 1,81 m. Został ustanowiony 8 sierpnia 1970 w Briańsku.